# Luís de Sousa Chicharo
Luís de Sousa, cavaleiro da Ordem de Cristo, (1440 - ?), pentaneto do rei D. Afonso III de Portugal, foi um Ricos-homens do Reino de Portugal, descendente do rei Afonso Henriques, foi o 6º Senhorio de Santarém, o 3º Senhor de Serva e Atei, 4º Senhor da Torre de Santo Estêvão e o 3º Senhor de juro e herdade de Penaguião, Gestaçô e Fontes e seria também um dos Senhores de Mortágua. O Rei nomeia Luiz de Souza, para o cargo de Fronteiro dos lugares de Nisa, Montalvão, Alpalhão e Portalegre.

## Relações familiares
Filho de Afonso Vasques de Sousa II (1400), cavaleiro da Ordem de Cristo, trineto do rei D. Afonso III de Portugal (5 de Maio de 1210 -?) e Madragana Ben Aloandro e filho de Leonor Lopes de Sousa (1380), descendente do Rei Afonso Henriques e filha de D. Lopo Dias de Sousa (1362), Senhor de Mafra, Ericeira e Enxara dos Cavaleiros.
Primo em 5º grau do rei D. Duarte e de D. Fernando de Portugal, Duque de Viseu (1433-1470), pai do rei D. Manuel I de Portugal.
Casou-se com Maria Pereira (1450) de quem teve 3 filhos:
- Jorge de Sousa, casou-se com a francesa Penélope de Poitiers, da qual teve descendência
- Henrique de Sousa (1480)
- Mécia de Sousa Chichorro (1470), ou simplesmente D.Mécia de Sousa. Identificada no site de genealogia mundialmente prestigiado " Geneall Net" como a esposa de D.João Velho de Araújo, país de D.Antônio de Araújo, o qual foi avô de D.Bartolomeu de Araújo, um dos ascendentes da família Araújo Costa.

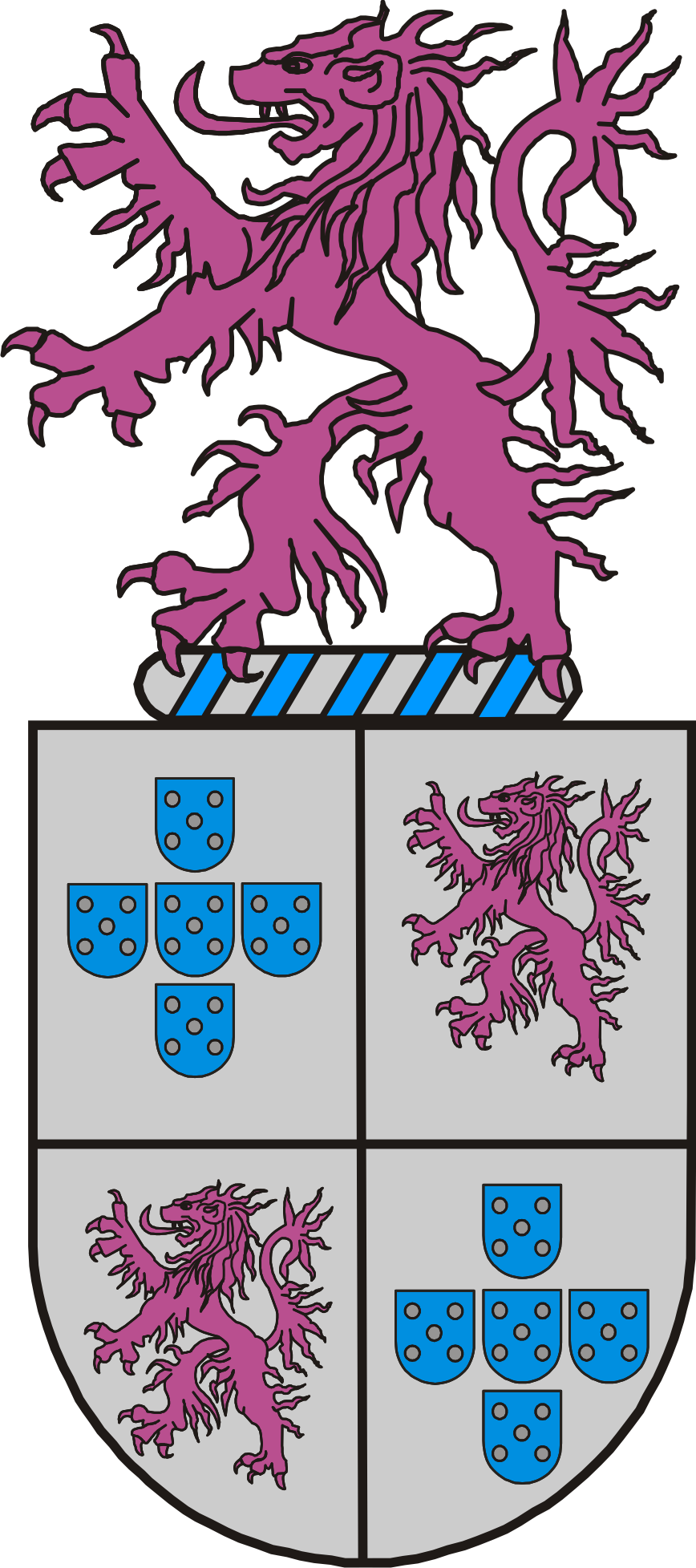
Brasão da Família Souza-Prado

## Títulos
- D. Luis de Sousa de Portugal
- Senhor de Santarém
- Claveiro da Ordem de Cristo
- Senhor de Serva e Atei
- Senhor de Penaguião, Gestaçô e Fontes
- Senhor da torre de Stº Estêvão